# Saison 2004-2005 du Toulouse Football Club
Chronologie
Saison précédente Saison suivante
Cet article présente la saison 2004-2005 du Toulouse FC. Le club est engagé en Ligue 1, en Coupe de France, et en Coupe de la Ligue.

## Équipe

### Effectif professionnel
| N°                 | Nom                   | Poste                               | Naissance                        | Nationalité      | Sélections           |
| Gardiens           |                       |                                     |                                  |                  |                      |
| 1                  | Christophe Revault    | Gardien                             | 22 mars 1972 à Paris             | France           | France A'            |
| 16                 | Nicolas Douchez       | Gardien                             | 24 avril 1980 à Rosny-sous-Bois  | France           |                      |
| 30                 | Benoît Benvegnu       | Gardien                             | 18 janvier 1985 à Montauban      | France           |                      |
| Défenseurs         |                       |                                     |                                  |                  |                      |
| 2                  | Predrag Ocokoljić     | Défenseur central                   | 29 juillet 1977 à Belgrade       | Serbie           | Serbie-et-Monténégro |
| 3                  | Daniel Congré         | Défenseur central                   | 5 avril 1985 à Toulouse          | France           | France Espoirs       |
| 4                  | Dominique Arribagé    | Défenseur central                   | 11 avril 1971 à Suresnes         | France           |                      |
| 7                  | Stéphane Lièvre       | Arrière gauche ou défenseur central | 3 octobre 1972 à Paris           | France           |                      |
| 9                  | Issoumaïla Dao        | Arrière droit ou défenseur central  | 27 octobre 1983 à Abidjan        | Côte d'Ivoire    |                      |
| 12                 | Lucien Aubey          | Arrière gauche                      | 24 mai 1984 à Brazzaville        | France           | France Espoirs       |
| 13                 | Albin Ebondo          | Arrière droit                       | 23 février 1984 à Marseille      | France           | France Espoirs       |
| 21                 | Henri Bedimo          | Arrière gauche                      | 4 juin 1984 à Douala             | Cameroun         |                      |
| 24                 | François Clerc        | Arrière droit                       | 18 avril 1983 à Bourg-en-Bresse  | France           | France Espoirs       |
| 27                 | Mohamed Fofana        | Arrière droit ou défenseur central  | 7 mars 1985 à Gonesse            | France           |                      |
| Milieux de terrain |                       |                                     |                                  |                  |                      |
| 5                  | Ludovic Clément       | Milieu défensif                     | 5 décembre 1976 à Fort-de-France | France           |                      |
| 6                  | Julien Cardy          | Milieu défensif                     | 29 septembre 1981 à Pau          | France           |                      |
| 8                  | Thibault Giresse      | Milieu offensif                     | 25 mai 1981 à Talence            | France           |                      |
| 14                 | Pantxi Sirieix        | Milieu défensif                     | 7 octobre 1980 à Bordeaux        | France           | Pays Basque          |
| 15                 | Julien Sola           | Milieu offensif                     | 13 juin 1984 à Toulouse          | France           |                      |
| 18                 | Stéphane Dalmat       | Milieu offensif                     | 16 février 1979 à Joué-lès-Tours | France           |                      |
| 19                 | Nabil Taïder          | Milieu défensif                     | 26 avril 1983 à Lavaur           | France           |                      |
| 20                 | Achille Emana         | Milieu offensif                     | 5 juin 1982 à Yaoundé            | Cameroun         | Cameroun A           |
| 25                 | Nicolas Dieuze        | Milieu défensif                     | 7 mai 1979 à Albi                | France           |                      |
| Attaquants         |                       |                                     |                                  |                  |                      |
| 10                 | Daniel Moreira        | Avant-centre                        | 8 août 1977 à Maubeuge           | France           | France A             |
| 11                 | David Suarez          | Avant-centre                        | 9 juin 1979 à Rodez              | France           |                      |
| 22                 | Benjamin Psaume       | Avant centre                        | 12 janvier 1985 à Auch           | France           |                      |
| 23                 | Eduardo               | Avant centre                        | 13 octobre 1979 à Rio de Janeiro | Brésil           |                      |
| 26                 | Jean-Louis Akpa Akpro | Avant-centre                        | 4 janvier 1985 à Toulouse        | Côte d'Ivoire et |                      |

### Transferts

#### Été 2004
| Nom                   | Nationalité | Transfert                   | Provenance/Destination        | Division      |
| Arrivées              |             |                             |                               |               |
| Transferts définitifs |             |                             |                               |               |
| Dominique Arribagé    | France      |                             | Stade rennais                 | Ligue 1       |
| Nicolas Douchez       | France      |                             | La Berrichonne de Châteauroux | Ligue 2       |
| Daniel Moreira        | France      |                             | Racing Club de Lens           | Ligue 1       |
| Pantxi Sirieix        | France      |                             | AJ Auxerre                    | Ligue 1       |
| David Suarez          | France      |                             | Amiens SC                     | Ligue 2       |
| Prêts                 |             |                             |                               |               |
| François Clerc        | France      |                             | Olympique lyonnais            | Ligue 1       |
| Stéphane Dalmat       | France      |                             | Inter Milan                   | Série A       |
| Retours de prêt       |             |                             |                               |               |
| Thibault Giresse      | France      | Expiration de durée de prêt | Le Havre AC                   | Ligue 2       |
| Ousmane N'Doye        | Sénégal     | Expiration de durée de prêt | FC Lorient                    | Ligue 2       |
| Départs               |             |                             |                               |               |
| Transferts définitifs |             |                             |                               |               |
| Christophe Avezac     | France      |                             | FC Metz                       | Ligue 1       |
| Jérémy Blayac         | France      |                             | Stade de Reims                | Ligue 2       |
| Sylvain Didot         | France      |                             | Stade de Reims                | Ligue 2       |
| Othmane Hamama        | France      |                             | Clermont Foot Auvergne 63     | National      |
| Aurélien Mazel        | France      |                             | La Berrichonne de Châteauroux | Ligue 2       |
| Ousmane N'Doye        | Sénégal     |                             | Estoril-Praia                 | Liga Orangina |
| Mathieu Puig          | France      |                             | Football Club de Rouen 1899   | National      |
| Prêts                 |             |                             |                               |               |
| Cédric Fauré          | France      |                             | EA Guingamp                   | Ligue 2       |
| Jérémy Moreau         | France      |                             | EA Guingamp                   | Ligue 2       |
| Retours de prêt       |             |                             |                               |               |
| Florent Balmont       | France      | Expiration de durée de prêt | Olympique lyonnais            | Ligue 1       |
| Fernandao             | Brésil      | Expiration de durée de prêt | Olympique de Marseille        | Ligue 1       |

#### Hiver 2005
| Nom                   | Nationalité | Transfert | Provenance/Destination | Division |
| Arrivées              |             |           |                        |          |
| Transferts définitifs |             |           |                        |          |
| Départs               |             |           |                        |          |
| Transferts définitifs |             |           |                        |          |
| Prêts                 |             |           |                        |          |

### Staff technique
| Entraîneur              | : Erick Mombaerts | France |
| Entraîneur adjoint      | : Alain Casanova  | France |
| Entraîneur des gardiens | :                 |        |
| Préparateurs physiques  | :                 |        |

## Résultats

### Ligue 1
| Journée 1 7 août 2004 11e place 1 points | Toulouse FC      | 0–0 | Racing Club de Lens                     | 20:00 - Stadium municipal, Toulouse           |                                               |
|                                          | Julien Cardy 36e |     | Vitorino Hilton 23e · Éric Carrière 42e | Spectateurs : 24 905 Arbitrage : Tony Chapron | Spectateurs : 24 905 Arbitrage : Tony Chapron |
|                                          | Rapport          |     |                                         | Spectateurs : 24 905 Arbitrage : Tony Chapron | Spectateurs : 24 905 Arbitrage : Tony Chapron |

| Journée 2 14 août 2004 4e place 4 point | Racing Club de Strasbourg                                                                   | 1–4 | Toulouse FC | 20:00 - Stade de la Meinau, Strasbourg         |                                                |
|                                         | Jean-Christophe Devaux 5e · Abdelilah Fahmi 17e · Christian Bassila 37e · Mickaël Pagis 89e |     | Stéphane Dalmat 6e · Albin Ebondo 7e · David Suarez 9e · Daniel Moreira 27e · Julien Cardy 42e · Lucien Aubey 52e, 84e · David Suarez 76e | Spectateurs : 13 083 Arbitrage : Fredy Fautrel | Spectateurs : 13 083 Arbitrage : Fredy Fautrel |
|                                         | Rapport                                                                                     |     | | Spectateurs : 13 083 Arbitrage : Fredy Fautrel | Spectateurs : 13 083 Arbitrage : Fredy Fautrel |

| Journée 3 21 août 2004 2e place 7 points | Toulouse FC                                                               | 2–1 | Paris Saint-Germain FC                     | 20:00 - Stadium municipal, Toulouse                |                                                    |
|                                          | Achille Emana 41e · Daniel Moreira 55e · Eduardo 70e · Pantxi Sirieix 74e |     | Reinaldo 75e · José-Karl Pierre-Fanfan 90e | Spectateurs : 34 080 Arbitrage : Jean-Paul Chaudre | Spectateurs : 34 080 Arbitrage : Jean-Paul Chaudre |
|                                          | Rapport                                                                   |     |                                            | Spectateurs : 34 080 Arbitrage : Jean-Paul Chaudre | Spectateurs : 34 080 Arbitrage : Jean-Paul Chaudre |

| Journée 4 28 août 2004 4e place 8 points | FC Nantes                                   | 2–2 | Toulouse FC                                                                                | 20:00 - Stade de la Beaujoire, Nantes            |                                                  |
|                                          | Mamadou Bagayoko 34e · Nicolas Savinaud 83e |     | Julio César Cáceres 2e (csc) · Stéphane Lièvre 19e · Pantxi Sirieix 39e · Albin Ebondo 86e | Spectateurs : 26 559 Arbitrage : Philippe Malige | Spectateurs : 26 559 Arbitrage : Philippe Malige |
|                                          | Rapport                                     |     |                                                                                            | Spectateurs : 26 559 Arbitrage : Philippe Malige | Spectateurs : 26 559 Arbitrage : Philippe Malige |

| Journée 5 11 septembre 2004 1re place 11 points | Toulouse FC                                                                                  | 3–1 | AC Ajaccio                                              | 20:00 - Stadium municipal, Toulouse               |                                                   |
|                                                 | Nabil Taïder 9e · David Suarez 43e · Henri Bedimo 47e · Eduardo 85e · Dominique Arribagé 87e |     | Marcelo Pereira Surcin 22e · Marcelo Pereira Surcin 69e | Spectateurs : 16 605 Arbitrage : Hervé Piccirillo | Spectateurs : 16 605 Arbitrage : Hervé Piccirillo |
|                                                 | Rapport                                                                                      |     |                                                         | Spectateurs : 16 605 Arbitrage : Hervé Piccirillo | Spectateurs : 16 605 Arbitrage : Hervé Piccirillo |

| Journée 6 18 septembre 2004 5e place 11 points | Olympique de Marseille                                                           | 1–0 | Toulouse FC                                       | 20:00 - Stade Vélodrome, Marseille           |                                              |
|                                                | Benoît Pedretti 22e · Peguy Luyindula 33e · Johnny Ecker 38e · Bruno Cheyrou 43e |     | Henri Bedimo 7e · Achille Emana 25e · Eduardo 38e | Spectateurs : 54 425 Arbitrage : Alain Hamer | Spectateurs : 54 425 Arbitrage : Alain Hamer |
|                                                | Rapport                                                                          |     |                                                   | Spectateurs : 54 425 Arbitrage : Alain Hamer | Spectateurs : 54 425 Arbitrage : Alain Hamer |

| Journée 7 21 septembre 2004 8e place 11 points | Toulouse FC                             | 0–2 | Olympique lyonnais                                                                     | 21:00 - Stadium municipal, Toulouse               |                                                   |
|                                                | Daniel Moreira 38e · Pantxi Sirieix 66e |     | Claudio Caçapa 35e · Michael Essien 51e · Anthony Réveillère 56e · Florent Malouda 87e | Spectateurs : 30 216 Arbitrage : Gilles Veissière | Spectateurs : 30 216 Arbitrage : Gilles Veissière |
|                                                | Rapport                                 |     |                                                                                        | Spectateurs : 30 216 Arbitrage : Gilles Veissière | Spectateurs : 30 216 Arbitrage : Gilles Veissière |

| Journée 8 25 septembre 2004 7e place 12 points | FC Girondins de Bordeaux                   | 1–1 | Toulouse FC                                                 | 20:00 - Stade Jacques-Chaban-Delmas, Bordeaux   |                                                 |
|                                                | Marouane Chamakh 60e · Michális Kapsís 65e |     | Albin Ebondo 56e · Stéphane Lièvre 75e · Daniel Moreira 88e | Spectateurs : 24 318 Arbitrage : Claude Colombo | Spectateurs : 24 318 Arbitrage : Claude Colombo |
|                                                | Rapport                                    |     |                                                             | Spectateurs : 24 318 Arbitrage : Claude Colombo | Spectateurs : 24 318 Arbitrage : Claude Colombo |

| Journée 9 3 octobre 2004 8e place 12 points | Toulouse FC                                                                               | 1–2 | AJ Auxerre                                                                        | 18:00 - Stadium municipal, Toulouse             |                                                 |
|                                             | Pantxi Sirieix 18e · Daniel Moreira 29e · Daniel Moreira 32e (pen.) · Stéphane Dalmat 72e |     | Lionel Mathis 44e · Luigi Pieroni 60e · Luigi Pieroni 71e · Mamatou Coulibaly 81e | Spectateurs : 26 433 Arbitrage : Damien Ledentu | Spectateurs : 26 433 Arbitrage : Damien Ledentu |
|                                             | Rapport                                                                                   |     |                                                                                   | Spectateurs : 26 433 Arbitrage : Damien Ledentu | Spectateurs : 26 433 Arbitrage : Damien Ledentu |

| Journée 10 16 octobre 2004 11e place 12 points | OGC Nice                                                                                | 1–0 | Toulouse FC                                                                       | 20:00 - Stade du Ray, Nice                        |                                                   |
|                                                | Florian Jarjat 25e · Roberto Bisconti 42e · Edgaras Jankauskas 65e · Florian Jarjat 84e |     | François Clerc 36e · Henri Bedimo 38e · Lucien Aubey 81e · Christophe Revault 81e | Spectateurs : 11 601 Arbitrage : Dominique Fraise | Spectateurs : 11 601 Arbitrage : Dominique Fraise |
|                                                | Rapport                                                                                 |     |                                                                                   | Spectateurs : 11 601 Arbitrage : Dominique Fraise | Spectateurs : 11 601 Arbitrage : Dominique Fraise |

| Journée 11 24 octobre 2004 7e place 15 points | Toulouse FC                                          | 1–0 | LOSC Lille Métropole                            | 18:00 - Stadium municipal, Toulouse               |                                                   |
|                                               | Julien Cardy 22e · Ludovic Clément 84e · Eduardo 89e |     | Mathieu Debuchy 18e · Milivoje Vitakić 55e, 82e | Spectateurs : 22 014 Arbitrage : Patrick Lhermite | Spectateurs : 22 014 Arbitrage : Patrick Lhermite |
|                                               | Rapport                                              |     |                                                 | Spectateurs : 22 014 Arbitrage : Patrick Lhermite | Spectateurs : 22 014 Arbitrage : Patrick Lhermite |

| Journée 12 30 octobre 2004 11e place 15 points | FC Sochaux-Montbéliard                             | 2-0 | Toulouse FC                                                  | 17:15 - Stade Auguste-Bonal, Montbéliard     |                                              |
|                                                | Michaël Isabey 23e · Jérémy Mathieu 44e · Ilan 85e |     | Nicolas Dieuze 19e · Achille Emana 74e · Ludovic Clément 89e | Spectateurs : 16 006 Arbitrage : Éric Poulat | Spectateurs : 16 006 Arbitrage : Éric Poulat |
|                                                | Rapport                                            |     |                                                              | Spectateurs : 16 006 Arbitrage : Éric Poulat | Spectateurs : 16 006 Arbitrage : Éric Poulat |

| Journée 13 6 novembre 2004 11e place 16 points | Toulouse FC          | 1–1 | FC Metz                                                                       | 20:00 - Stadium municipal, Toulouse             |                                                 |
|                                                | Thibault Giresse 38e |     | Mehdi Meniri 9e · Sébastien Renouard 39e · Dino Djiba 69e · Franck Ribéry 82e | Spectateurs : 17 877 Arbitrage : Claude Colombo | Spectateurs : 17 877 Arbitrage : Claude Colombo |
|                                                | Rapport              |     |                                                                               | Spectateurs : 17 877 Arbitrage : Claude Colombo | Spectateurs : 17 877 Arbitrage : Claude Colombo |

| Journée 14 13 novembre 2004 10e place 17 points | Stade rennais FC                           | 1–1 | Toulouse FC                                                                                           | 20:00 - Stade de la route de Lorient, Rennes       |                                                    |
|                                                 | Olivier Monterrubio 70e · Jacques Faty 79e |     | David Suarez 39e · François Clerc 44e · Daniel Moreira 44e · Nicolas Dieuze 75e · Ludovic Clément 76e | Spectateurs : 18 027 Arbitrage : Jean-Paul Chaudre | Spectateurs : 18 027 Arbitrage : Jean-Paul Chaudre |
|                                                 | Rapport                                    |     | | Spectateurs : 18 027 Arbitrage : Jean-Paul Chaudre | Spectateurs : 18 027 Arbitrage : Jean-Paul Chaudre |

| Journée 15 20 novembre 2004 8e place 20 points | Toulouse FC                           | 1–0 | SC Bastia                                     | 20:00 - Stadium municipal, Toulouse              |                                                  |
|                                                | Julien Cardy 61e · Nicolas Dieuze 67e |     | Paul-Hervé Essola 19e · Bjørn Tore Kvarme 89e | Spectateurs : 15 526 Arbitrage : Philippe Malige | Spectateurs : 15 526 Arbitrage : Philippe Malige |
|                                                | Rapport                               |     |                                               | Spectateurs : 15 526 Arbitrage : Philippe Malige | Spectateurs : 15 526 Arbitrage : Philippe Malige |

| Journée 16 27 novembre 2004 8e place 21 points | Toulouse FC      | 0–0 | AS Monaco                   | 20:00 - Stadium municipal, Toulouse              |                                                  |
|                                                | Nabil Taïder 40e |     | François-Joseph Modesto 48e | Spectateurs : 31 568 Arbitrage : Pascal Garibian | Spectateurs : 31 568 Arbitrage : Pascal Garibian |
|                                                | Rapport          |     |                             | Spectateurs : 31 568 Arbitrage : Pascal Garibian | Spectateurs : 31 568 Arbitrage : Pascal Garibian |

| Journée 17 4 décembre 2004 8e place 22 points | AS Saint-Étienne  | 0–0 | Toulouse FC      | 20:00 - Stade Geoffroy-Guichard, Saint-Étienne |                                             |
|                                               | Lilian Compan 55e |     | Julien Cardy 31e | Spectateurs : 27 893 Arbitrage : Bruno Coué    | Spectateurs : 27 893 Arbitrage : Bruno Coué |
|                                               | Rapport           |     |                  | Spectateurs : 27 893 Arbitrage : Bruno Coué    | Spectateurs : 27 893 Arbitrage : Bruno Coué |

| Journée 18 11 décembre 2004 8e place 25 points | Toulouse FC                              | 2-1 | FC Istres                              | 20:00 - Stadium municipal, Toulouse              |                                                  |
|                                                | Achille Emana 25e · Thibault Giresse 61e |     | Laurent Courtois 33e · Steven Pelé 85e | Spectateurs : 23 751 Arbitrage : Stéphane Lannoy | Spectateurs : 23 751 Arbitrage : Stéphane Lannoy |
|                                                | Rapport                                  |     |                                        | Spectateurs : 23 751 Arbitrage : Stéphane Lannoy | Spectateurs : 23 751 Arbitrage : Stéphane Lannoy |

| Journée 19 18 décembre 2004 6e place 28 points | SM Caen           | 0–2 | Toulouse FC                                                                            | 20:00 - Stade Michel-d'Ornano, Caen             |                                                 |
|                                                | Ibrahima Faye 19e |     | Nicolas Dieuze 25e · Benjamin Psaume 27e · Daniel Moreira 57e · Christophe Revault 79e | Spectateurs : 18 618 Arbitrage : Damien Ledentu | Spectateurs : 18 618 Arbitrage : Damien Ledentu |
|                                                | Rapport           |     |                                                                                        | Spectateurs : 18 618 Arbitrage : Damien Ledentu | Spectateurs : 18 618 Arbitrage : Damien Ledentu |

| Journée 20 12 janvier 2005 6e place 31 points | Toulouse FC                                            | 2–0 | Racing Club de Strasbourg                                                         | 20:30 - Stadium municipal, Toulouse            |                                                |
|                                               | Benjamin Psaume 21e · Nicolas Dieuze 29e · Eduardo 89e |     | Yves Deroff 20e, 78e · Karim Haggui 51e · Mickaël Pagis 83e · Pascal Johansen 86e | Spectateurs : 17 996 Arbitrage : Olivier Thual | Spectateurs : 17 996 Arbitrage : Olivier Thual |
|                                               | Rapport                                                |     |                                                                                   | Spectateurs : 17 996 Arbitrage : Olivier Thual | Spectateurs : 17 996 Arbitrage : Olivier Thual |

| Journée 21 15 janvier 2005 6e place 32 points | Paris Saint-Germain FC | 0–0 | Toulouse FC                                | 20:00 - Parc des Princes, Paris                  |                                                  |
|                                               | Lorik Cana 59e, 72e    |     | Daniel Congré 64e · Dominique Arribagé 79e | Spectateurs : 37 559 Arbitrage : Philippe Malige | Spectateurs : 37 559 Arbitrage : Philippe Malige |
|                                               | Rapport                |     |                                            | Spectateurs : 37 559 Arbitrage : Philippe Malige | Spectateurs : 37 559 Arbitrage : Philippe Malige |

| Journée 22 22 janvier 2005 6e place 35 points | Toulouse FC                                                                         | 2–1 | FC Nantes                            | 20:00 - Stadium municipal, Toulouse            |                                                |
|                                               | Achille Emana 31e · Thibault Giresse 56e · Benjamin Psaume 73e · Pantxi Sirieix 89e |     | Mamadou Diallo 15e · David Leray 54e | Spectateurs : 23 097 Arbitrage : Fredy Fautrel | Spectateurs : 23 097 Arbitrage : Fredy Fautrel |
|                                               | Rapport                                                                             |     |                                      | Spectateurs : 23 097 Arbitrage : Fredy Fautrel | Spectateurs : 23 097 Arbitrage : Fredy Fautrel |

| Journée 23 26 janvier 2005 6e place 35 points | AC Ajaccio                                                    | 1–0 | Toulouse FC                                                  | 20:30 - Stade François-Coty, Ajaccio           |                                                |
|                                               | Lucas Pereira 28e · Abdelnasser Ouadah 61e · Mamadou Seck 65e |     | Nicolas Dieuze 18e · Julien Cardy 61e · Thibault Giresse 70e | Spectateurs : 1 970 Arbitrage : Claude Colombo | Spectateurs : 1 970 Arbitrage : Claude Colombo |
|                                               | Rapport                                                       |     |                                                              | Spectateurs : 1 970 Arbitrage : Claude Colombo | Spectateurs : 1 970 Arbitrage : Claude Colombo |

| Journée 24 29 janvier 2005 6e place 35 points | Toulouse FC                                                      | 1–3 | Olympique de Marseille                                                                                | 20:00 - Stadium municipal, Toulouse            |                                                |
|                                               | Daniel Moreira 20e · Nabil Taïder 25e · Ludovic Clément 40e, 52e |     | Laurent Batlles 12e · Steve Marlet 43e · Eduardo Costa 45e · Salomon Olembe 64e · Peguy Luyindula 81e | Spectateurs : 35 767 Arbitrage : Philippe Kalt | Spectateurs : 35 767 Arbitrage : Philippe Kalt |
|                                               | Rapport                                                          |     | | Spectateurs : 35 767 Arbitrage : Philippe Kalt | Spectateurs : 35 767 Arbitrage : Philippe Kalt |

| Journée 25 5 février 2005 7e place 35 points | Olympique lyonnais                                                                          | 4–0 | Toulouse FC                                              | 20:00 - Stade de Gerland, Lyon                    |                                                   |
|                                              | Juninho 2e · Michael Essien 10e · Florent Malouda 45e · Juninho 52e · Bryan Bergougnoux 57e |     | Daniel Moreira 10e · Julien Cardy 35e · Albin Ebondo 44e | Spectateurs : 37 447 Arbitrage : Hervé Piccirillo | Spectateurs : 37 447 Arbitrage : Hervé Piccirillo |
|                                              | Rapport                                                                                     |     |                                                          | Spectateurs : 37 447 Arbitrage : Hervé Piccirillo | Spectateurs : 37 447 Arbitrage : Hervé Piccirillo |

| Journée 26 19 février 2005 6e place 38 points | Toulouse FC                                                                       | 1–0 | FC Girondins de Bordeaux | 20:00 - Stadium municipal, Toulouse          |                                              |
|                                               | Nicolas Dieuze 44e · Benjamin Psaume 69e · Daniel Moreira 79e · Achille Emana 89e |     | Marc Planus 74e          | Spectateurs : 22 256 Arbitrage : Éric Poulat | Spectateurs : 22 256 Arbitrage : Éric Poulat |
|                                               | Rapport                                                                           |     |                          | Spectateurs : 22 256 Arbitrage : Éric Poulat | Spectateurs : 22 256 Arbitrage : Éric Poulat |

| Journée 27 29 avril 2005 6e place 38 points | AJ Auxerre                                                                                       | 3–2 | Toulouse FC                                                                                      | 20:00 - Stade de l'Abbé-Deschamps, Auxerre      |                                                 |
|                                             | Jean-Sébastien Jaurès 25e · Benjani Mwaruwari 51e · Benjani Mwaruwari 73e · Philippe Violeau 85e |     | David Suarez 21e · Achille Emana 24e · David Suarez 56e · David Suarez 62e · Stéphane Dalmat 67e | Spectateurs : 8 047 Arbitrage : Pascal Garibian | Spectateurs : 8 047 Arbitrage : Pascal Garibian |
|                                             | Rapport                                                                                          |     |                                                                                                  | Spectateurs : 8 047 Arbitrage : Pascal Garibian | Spectateurs : 8 047 Arbitrage : Pascal Garibian |

| Journée 28 5 mars 2005 6e place 41 points | Toulouse FC                              | 1–0 | OGC Nice | 20:00 - Stadium municipal, Toulouse               |                                                   |
|                                           | Daniel Moreira 37e · Stéphane Dalmat 64e |     |          | Spectateurs : 15 151 Arbitrage : Patrick Lhermite | Spectateurs : 15 151 Arbitrage : Patrick Lhermite |
|                                           | Rapport                                  |     |          | Spectateurs : 15 151 Arbitrage : Patrick Lhermite | Spectateurs : 15 151 Arbitrage : Patrick Lhermite |

| Journée 29 13 mars 2005 6e place 41 points | Lille OSC                                                                               | 1–1 | Toulouse FC                                                                    | 18:00 - Stadium Nord Lille Métropole, Villeneuve-d'Ascq |                                              |
|                                            | Peter Odemwingie 61e · Milivoje Vitakić 66e · Mathieu Chalmé 72e · Peter Odemwingie 90e |     | Pantxi Sirieix 8e · Daniel Moreira 73e · Nabil Taïder 83e · Daniel Moreira 87e | Spectateurs : 12 820 Arbitrage : Alain Hamer            | Spectateurs : 12 820 Arbitrage : Alain Hamer |
|                                            | Rapport                                                                                 |     |                                                                                | Spectateurs : 12 820 Arbitrage : Alain Hamer            | Spectateurs : 12 820 Arbitrage : Alain Hamer |

| Journée 30 19 mars 2005 6e place 42 points | Toulouse FC         | 0–0 | FC Sochaux-Montbéliard | 17:15 - Stadium municipal, Toulouse         |                                             |
|                                            | Stéphane Dalmat 44e |     |                        | Spectateurs : 19 162 Arbitrage : Bruno Coué | Spectateurs : 19 162 Arbitrage : Bruno Coué |
|                                            | Rapport             |     |                        | Spectateurs : 19 162 Arbitrage : Bruno Coué | Spectateurs : 19 162 Arbitrage : Bruno Coué |

| Journée 31 2 avril 2005 6e place 45 points | FC Metz         | 0–1 | Toulouse FC                                                      | 20:00 - Stade Saint-Symphorien, Longeville-lès-Metz |                                                  |
|                                            | Roy Contout 79e |     | Dominique Arribagé 24e · Pantxi Sirieix 35e · Pantxi Sirieix 50e | Spectateurs : 15 626 Arbitrage : Stéphane Lannoy    | Spectateurs : 15 626 Arbitrage : Stéphane Lannoy |
|                                            | Rapport         |     |                                                                  | Spectateurs : 15 626 Arbitrage : Stéphane Lannoy    | Spectateurs : 15 626 Arbitrage : Stéphane Lannoy |

| Journée 32 9 avril 2005 7e place 45 points | Toulouse FC                      | 0–2 | Stade rennais FC                       | 20:00 - Stadium municipal, Toulouse            |                                                |
|                                            | Nicolas Dieuze 70e · Eduardo 71e |     | Alexander Frei 26e · Kim Källström 84e | Spectateurs : 21 479 Arbitrage : Fredy Fautrel | Spectateurs : 21 479 Arbitrage : Fredy Fautrel |
|                                            | Rapport                          |     |                                        | Spectateurs : 21 479 Arbitrage : Fredy Fautrel | Spectateurs : 21 479 Arbitrage : Fredy Fautrel |

| Journée 33 16 avril 2005 8e place 45 points | SC Bastia | 2–1 | Toulouse FC       | 20:00 - Stade Armand-Cesari, Furiani         |                                              |
|                                             | Pierre-Yves André 20e · Pierre-Yves André 52e · Franck Matingou 55e · Abdelmalek Cherrad 57e · Fabrice Jau 66e |     | Achille Emana 77e | Spectateurs : 4 729 Arbitrage : Tony Chapron | Spectateurs : 4 729 Arbitrage : Tony Chapron |
|                                             | Rapport |     |                   | Spectateurs : 4 729 Arbitrage : Tony Chapron | Spectateurs : 4 729 Arbitrage : Tony Chapron |

| Journée 34 23 avril 2005 10e place 45 points | AS Monaco                                                                                                  | 2–1 | Toulouse FC                                              | 17:15 - Stade Louis-II, Monaco               |                                              |
|                                              | Ernesto Chevantón 31e · Javier Saviola 54e · Maicon 55e · Ernesto Chevantón 64e (pen.) · Andréas Zíkos 80e |     | Nicolas Dieuze 49e · Nabil Taïder 56e · David Suarez 71e | Spectateurs : 10 071 Arbitrage : Éric Poulat | Spectateurs : 10 071 Arbitrage : Éric Poulat |
|                                              | Rapport |     |                                                          | Spectateurs : 10 071 Arbitrage : Éric Poulat | Spectateurs : 10 071 Arbitrage : Éric Poulat |

| Journée 35 7 mai 2005 11e place 45 points | Toulouse FC                                                       | 0–2 | AS Saint-Étienne                        | 20:00 - Stadium municipal, Toulouse                |                                                    |
|                                           | Stéphane Lièvre 12e · Nicolas Dieuze 16e · Dominique Arribagé 76e |     | Lamine Sakho 36e · Pascal Feindouno 63e | Spectateurs : 26 249 Arbitrage : Jean-Paul Chaudre | Spectateurs : 26 249 Arbitrage : Jean-Paul Chaudre |
|                                           | Rapport                                                           |     |                                         | Spectateurs : 26 249 Arbitrage : Jean-Paul Chaudre | Spectateurs : 26 249 Arbitrage : Jean-Paul Chaudre |

| Journée 36 14 mai 2005 11e place 45 points | FC Istres                                                          | 1–0 | Toulouse FC                                      | 20:00 - Stade Parsemain, Fos-sur-Mer       |                                            |
|                                            | Abdoulaye Diagne-Faye 30e · Rafik Saïfi 47e · Azzedine Ourahou 80e |     | Pantxi Sirieix 40e, 64e · Dominique Arribagé 62e | Spectateurs : 5 267 Arbitrage : Bruno Coué | Spectateurs : 5 267 Arbitrage : Bruno Coué |
|                                            | Rapport                                                            |     |                                                  | Spectateurs : 5 267 Arbitrage : Bruno Coué | Spectateurs : 5 267 Arbitrage : Bruno Coué |

| Journée 37 21 mai 2005 11e place 45 points | Toulouse FC                                                | 2–3 | SM Caen                                                                              | 20:45 - Stadium municipal, Toulouse              |                                                  |
|                                            | Daniel Moreira 36e · Daniel Moreira 57e · Nabil Taïder 79e |     | Aziz Ben Askar 51e · Sébastien Mazure 70e · Aziz Ben Askar 79e · Cédric Hengbart 82e | Spectateurs : 18 996 Arbitrage : Philippe Malige | Spectateurs : 18 996 Arbitrage : Philippe Malige |
|                                            | Rapport                                                    |     |                                                                                      | Spectateurs : 18 996 Arbitrage : Philippe Malige | Spectateurs : 18 996 Arbitrage : Philippe Malige |

| Journée 38 28 mai 2005 13e place 45 points | Racing Club de Lens                                          | 1–0 | Toulouse FC                            | 20:00 - Stade Félix-Bollaert, Lens               |                                                  |
|                                            | Daniel Cousin 32e · Vitorino Hilton 76e · Nicolas Gillet 89e |     | Henri Bedimo 22e · Anthony Braizat 89e | Spectateurs : 37 470 Arbitrage : Stéphane Moulin | Spectateurs : 37 470 Arbitrage : Stéphane Moulin |
|                                            | Rapport                                                      |     |                                        | Spectateurs : 37 470 Arbitrage : Stéphane Moulin | Spectateurs : 37 470 Arbitrage : Stéphane Moulin |

### Coupe de France
| 8 janvier 2005 Trente-deuxième de finale | Gambsheim (DH) | 0 – 3 | Toulouse FC                                                   | Complexe sportif, Geispolsheim                  |                                                 |
|                                          |                |       | 24e Dominique Arribagé · 74e Achille Emana · 87e Nabil Taïder | Spectateurs : 3 000 Arbitrage : Olivier Lamarre | Spectateurs : 3 000 Arbitrage : Olivier Lamarre |
|                                          | (source)       |       |                                                               | Spectateurs : 3 000 Arbitrage : Olivier Lamarre | Spectateurs : 3 000 Arbitrage : Olivier Lamarre |

| 13 février 2005 Seizième de finale | Toulouse FC                                                        | 1 – 2 | Olympique lyonnais (L1)                                      | Stadium municipal, Toulouse                     |                                                 |
|                                    | Stéphane Dalmat 64e · Stéphane Dalmat 73e · Christophe Revault 76e |       | 19e Cris · 65e Sylvain Wiltord · 76e (pen.) Mahamadou Diarra | Spectateurs : 19 629 Arbitrage : Damien Ledentu | Spectateurs : 19 629 Arbitrage : Damien Ledentu |

### Coupe de la Ligue
| 9 novembre 2004 Seizième de finale | Clermont Foot Auvergne 63 | 0 – 0 (5 - 4 t.a.b.) | Toulouse FC | Stade Gabriel-Montpied, Clermont-Ferrand        |                                                 |
|                                    | Johan Gallon 34e · Frédéric Brando 90e · Pierre-Emmanuel Bourdeau 105e · Romain Poyet · Sabri Tabet · Jordan Lotiès · Frédéric Brando · Jérémy Perbet · Johan Gallon · Richard Jezierski |                      | 23e Ludovic Clément · 86e Jean-Louis Akpa Akpro · 98e Eduardo · Nicolas Dieuze · Albin Ebondo · Nabil Taïder · Pantxi Sirieix · Henri Bedimo · Jean-Louis Akpa Akpro · Benjamin Psaume | Spectateurs : 4 766 Arbitrage : Stéphane Moulin | Spectateurs : 4 766 Arbitrage : Stéphane Moulin |
|                                    | (rapport) |                      | | Spectateurs : 4 766 Arbitrage : Stéphane Moulin | Spectateurs : 4 766 Arbitrage : Stéphane Moulin |